# 鈴木ケンイチ

鈴木 ケンイチ（すずき けんいち）は、自動車評論家、日本自動車ジャーナリスト協会会員。

## 来歴
1966年生まれ、茨城県出身、國學院大学経済学部卒業。雑誌編集者を経てモータージャーナリストとして独立。自動車専門誌を中心に一般誌やインターネット媒体などで、新車紹介から人物取材、メカニカルなレポートまで幅広く執筆活動を行っている。年間3～4回の海外モーターショー取材を実施、中国をはじめ、アジア各地のモーターショー取材を数多くこなしている。特にインタビューを得意とし、開発者のほかユーザーやショップ・スタッフなどへの取材も行う。モータースポーツは自身が楽しむ“遊び”として、ナンバー付きや耐久など草レースを中心に積極的に参加。最近はEVなどの最先端技術や環境関係に注目し、見えにくいエンジニアリングや概念、魅力などを分かりやすく解説している。毎月1回のサービスエリア/パーキングエリアの食べ歩き取材を10年ほど継続中。日本自動車ジャーナリスト協会（AJAJ）会員、自動車技術会会員。環境社会検定試験（ECO検定）取得。

### 趣味
自転車（ロードバイク）、バンド（ベース演奏）、読書